# Marszałkowie Sejmu Rzeczypospolitej
Marszałkowie Sejmu Rzeczypospolitej

## Marszałkowie SejmuKorony Królestwa Polskiego
| #  | Marszałek Sejmu                            | Rozpoczęcie sprawowania funkcji | Zakończenie sprawowania funkcji |
| -- | ------------------------------------------ | ------------------------------- | ------------------------------- |
| 1. | Jan Sierakowski (1498–1589)                | 31 października 1548            | 12 grudnia 1548                 |
| 2. | Mikołaj Sienicki (1520–1581)               | 15 maja 1550                    | 26 lipca 1550                   |
| 3. | Rafał Leszczyński (1526–1592)              | 2 lutego 1552                   | 11 kwietnia 1552                |
| 4. | Mikołaj Sienicki (1520–1581)               | 1 lutego 1553                   | 29 marca 1553                   |
| 4. | Mikołaj Sienicki (1520–1581)               | 22 kwietnia 1555                | 15 czerwca 1555                 |
| 4. | Mikołaj Sienicki (1520–1581)               | 6 grudnia 1556                  | 14 stycznia 1557                |
| 4. | Mikołaj Sienicki (1520–1581)               | 5 grudnia 1558                  | 8 lutego 1559                   |
| 5. | Rafał Leszczyński (1526–1592)              | 30 listopada 1562               | 25 marca 1563                   |
| 6. | Mikołaj Sienicki (1520–1581)               | 22 listopada 1563               | 1 kwietnia 1564                 |
| 6. | Mikołaj Sienicki (1520–1581)               | 24 czerwca 1564                 | 2 sierpnia 1564                 |
| 6. | Mikołaj Sienicki (1520–1581)               | 18 stycznia 1565                | 14 kwietnia 1565                |
| 7. | Stanisław Sędziwój Czarnkowski (1526–1602) | 10 stycznia 1569                | 12 sierpnia 1569                |

## Marszałkowie Izby PoselskiejRzeczypospolitej Obojga Narodów
| #    | Marszałek Sejmu                          | Rozpoczęcie sprawowania funkcji | Zakończenie sprawowania funkcji |
| ---- | ---------------------------------------- | ------------------------------- | ------------------------------- |
| 1.   | Stanisław Szafraniec                     | 29 kwietnia 1570                | 11 lipca 1570                   |
| 2.   | Mikołaj Grzybowski                       | 12 marca 1572                   | 28 maja 1572                    |
| 3.   | Jan Firlej                               | 5 kwietnia 1573                 | 20 maja 1573                    |
| 4.   | Wacław Agrippa                           | 22 lutego 1574                  | 2 kwietnia 1574                 |
| 5.   | Stanisław Szafraniec                     | 30 sierpnia 1574                | 13 września 1574                |
| 6.   | Rafał Przyjemski                         | 13 września 1574                | 18 września 1574                |
| 7.   | Mikołaj Sienicki                         | 7 listopada 1575                | 15 grudnia 1575                 |
| 8.   | Andrzej Firlej                           | 31 marca 1576                   | 29 maja 1576                    |
| 9.   | N.N.                                     | 20 stycznia 1578                | 8 marca 1578                    |
| 10.  | N.N.                                     | 23 listopada 1579               | 4 stycznia 1580                 |
| 11.  | Stanisław Przyjemski                     | 22 stycznia 1581                | 8 marca 1581                    |
| 12.  | Lew Sapieha                              | 4 października 1582             | 25 listopada 1582               |
| 13.  | Stanisław Pękosławski                    | 15 stycznia 1585                | 28 lutego 1585                  |
| 14.  | Stanisław Uchański                       | 2 lutego 1587                   | marzec 1587                     |
| 15.  | Kasper Dembiński                         | 30 czerwca 1587                 | 19 sierpnia 1587                |
| 15.  | Paweł Orzechowski                        | 30 czerwca 1587                 | 19 sierpnia 1587                |
| 16.  | Jan Gajewski                             | 10 grudnia 1587                 | 20 stycznia 1588                |
| 17.  | Dymitr Chalecki                          | 6 marca 1589                    | 23 kwietnia 1589                |
| 18.  | Paweł Orzechowski                        | 8 marca 1590                    | 21 kwietnia 1590                |
| 19.  | Jan Izdbiński – Rusiecki                 | 2 grudnia 1590                  | 15 stycznia 1591                |
| 20.  | Jan Dominikowicz Pac                     | 7 września 1592                 | 19 października 1592            |
| 21.  | Mikołaj Daniłowicz                       | 4 maja 1593                     | 15 czerwca 1593                 |
| 22.  | Stanisław Sasin Karśnicki                | 6 lutego 1595                   | 21 marca 1595                   |
| 23.  | Piotr Myszkowski                         | 26 marca 1596                   | 13 maja 1596                    |
| 23.  | Piotr Myszkowski                         | 10 lutego 1597                  | 25 marca 1597                   |
| 24.  | Florian Gomoliński                       | 8 marca 1598                    | 13 kwietnia 1598                |
| 25.  | Jan Szujski                              | 9 lutego 1600                   | 21 marca 1600                   |
| 26.  | Jan Zbigniew Ossoliński                  | 7 lutego 1601                   | 13 marca 1601                   |
| 27.  | Feliks Kryski                            | 4 lutego 1603                   | 5 marca 1603                    |
| 28.  | Stanisław Białłozor                      | 20 stycznia 1605                | 3 marca 1605                    |
| 29.  | Stanisław Ryszkowski                     | 7 marca 1606                    | 18 kwietnia 1606                |
| 30.  | Mikołaj Mieliński                        | 7 maja 1607                     | 16 czerwca 1607                 |
| 31.  | Krzysztof Wiesiołowski                   | 15 stycznia 1609                | 26 lutego 1609                  |
| 32.  | Jan Swoszowski                           | 26 września 1611                | 9 listopada 1611                |
| 33.  | Maksymilian Przerębski                   | 28 lutego 1613                  | 2 kwietnia 1613                 |
| 34.  | Aleksander Korwin Gosiewski              | 3 grudnia 1613                  | 24 grudnia 1613                 |
| 35.  | Jan Świętosławski                        | 12 lutego 1615                  | 27 marca 1615                   |
| 36.  | Jakub Szczawiński                        | 26 kwietnia 1616                | 7 czerwca 1616                  |
| 37.  | Krzysztof Wiesiołowski                   | 13 lutego 1618                  | marzec 1618                     |
| 38.  | Jan Świętosławski                        | luty 1619                       | marzec 1619                     |
| 39.  | Jakub Szczawiński                        | 3 listopada 1620                | 11 grudnia 1620                 |
| 40.  | Jan Drucki Sokoliński                    | 23 sierpnia 1621                | wrzesień 1621                   |
| 41.  | Jakub Sobieski                           | 24 stycznia 1623                | 5 marca 1623                    |
| 42.  | Jan Łowicki                              | 11 lutego 1624                  | marzec 1624                     |
| 43.  | Jan Drucki Sokoliński                    | 7 stycznia 1625                 | marzec 1625                     |
| 44.  | Jakub Sobieski                           | 27 stycznia 1626                | 10 marca 1626                   |
| 45.  | Marcin Żegocki                           | 10 listopada 1626               | 29 listopada 1626               |
| 46.  | Aleksander Chalecki                      | 12 października 1627            | 24 listopada 1627               |
| 47.  | Jakub Sobieski                           | 27 czerwca 1628                 | 18 lipca 1628                   |
| 48.  | Maciej Maniecki                          | 9 stycznia 1629                 | 20 lutego 1629                  |
| 49.  | Stefan Pac                               | 13 listopada 1629               | 28 listopada 1629               |
| 50.  | Jerzy Ossoliński                         | 29 stycznia 1631                | marzec 1631                     |
| 51.  | Marcin Żegocki                           | 11 marca 1632                   | 3 kwietnia 1632                 |
| 52.  | Krzysztof Radziwiłł                      | 22 czerwca 1632                 | 17 lipca 1632                   |
| 53.  | Jakub Sobieski                           | 24 września 1632                | 15 listopada 1632               |
| 54.  | Mikołaj Ostroróg                         | 8 lutego 1633                   | 17 marca 1633                   |
| 55.  | Gedeon Michał Tryzna                     | 19 lipca 1634                   | 1 sierpnia 1634                 |
| 56.  | Jerzy Ossoliński                         | 31 stycznia 1635                | 17 marca 1635                   |
| 57.  | Mikołaj Łopacki                          | 21 listopada 1635               | 9 grudnia 1635                  |
| 58.  | Kazimierz Lew Sapieha                    | 20 stycznia 1637                | 4 marca 1637                    |
| 59.  | Jan Stanisław Jabłonowski                | 3 czerwca 1637                  | 18 czerwca 1637                 |
| 60.  | Łukasz Opaliński młodszy                 | 10 marca 1638                   | 1 maja 1638                     |
| 61.  | Władysław Kierdej                        | 5 października 1639             | 16 listopada 1639               |
| 62.  | Jan Stanisław Jabłonowski                | 19 kwietnia 1640                | 1 czerwca 1640                  |
| 63.  | Bogusław Leszczyński                     | 20 sierpnia 1641                | 4 października 1641             |
| 64.  | Krzysztof Kieżgajło Zawisza              | 11 lutego 1642                  | 26 lutego 1642                  |
| 65.  | Jerzy Sebastian Lubomirski               | 1 lutego 1643                   | 29 marca 1643                   |
| 66.  | Hieronim Radziejowski                    | 13 lutego 1645                  | 27 marca 1645                   |
| 67.  | Jan Mikołaj Stankiewicz                  | 25 października 1646            | 7 grudnia 1646                  |
| 68.  | Stanisław Sarbiewski                     | 2 maja 1647                     | 27 maja 1647                    |
| 69.  | Bogusław Leszczyński                     | 16 lipca 1648                   | 1 sierpnia 1648                 |
| 70.  | Filip Kazimierz Obuchowicz               | 6 października 1648             | 19 listopada 1648               |
| 71.  | Franciszek Dubrawski                     | 19 stycznia 1649                | 14 lutego 1649                  |
| 72.  | Bogusław Leszczyński                     | 22 listopada 1649               | 13 stycznia 1650                |
| 73.  | Wincenty Aleksander Gosiewski            | 21 listopada 1650               | 24 grudnia 1650                 |
| 74.  | Andrzej Maksymilian Fredro               | 26 stycznia 1652                | 11 marca 1652                   |
| 75.  | Aleksander Sielski                       | 23 lipca 1652                   | 17 sierpnia 1652                |
| 76.  | Krzysztof Zygmunt Pac                    | 24 marca 1653                   | 7 kwietnia 1653                 |
| 77.  | Franciszek Dubrawski                     | 11 lutego 1654                  | 28 marca 1654                   |
| 78.  | Krzysztof Grzymułtowski                  | 9 czerwca 1654                  | 20 lipca 1654                   |
| 79.  | Jan Kazimierz Umiastowski                | 19 maja 1655                    | 20 czerwca 1655                 |
| 80.  | Władysław Lubowiecki                     | 10 lipca 1658                   | 30 sierpnia 1658                |
| 81.  | Jan Krzysztof Gniński                    | 22 marca 1659                   | 2 maja 1659                     |
| 82.  | Michał Kazimierz Radziwiłł               | 2 maja 1661                     | 18 lipca 1661                   |
| 83.  | Jan Wielopolski                          | 20 lutego 1662                  | 1 maja 1662                     |
| 84.  | Jan Krzysztof Gniński                    | 26 listopada 1664               | 7 stycznia 1665                 |
| 85.  | Jan Antoni Chrapowicki                   | 12 marca 1665                   | 28 marca 1665                   |
| 86.  | Jan Odrowąż Pieniążek                    | 17 marca 1666                   | 4 maja 1666                     |
| 87.  | Marcin Oborski                           | 9 listopada 1666                | 23 grudnia 1666                 |
| 88.  | Andrzej Franciszek Kotowicz              | 6 marca 1667                    | 19 maja 1667                    |
| 89.  | Stefan Sarnowski                         | 24 stycznia 1668                | 7 marca 1668                    |
| 90.  | Jan Karol Czartoryski                    | 27 sierpnia 1668                | 16 września 1668                |
| 91.  | Jan Antoni Chrapowicki                   | 5 listopada 1668                | 6 grudnia 1668                  |
| 92.  | Feliks Kazimierz Potocki                 | 2 maja 1669                     | 19 czerwca 1669                 |
| 93.  | Stanisław Krzycki                        | 1 października 1669             | 12 listopada 1669               |
| 94.  | Jan Kazimierz Kierdej                    | 5 marca 1670                    | 26 marca 1670                   |
| 95.  | Stanisław Herakliusz Lubomirski          | 9 września 1670                 | 31 października 1670            |
| 96.  | Marcin Oborski                           | 26 stycznia 1672                | 14 marca 1672                   |
| 97.  | Michał Leon Drucki Sokoliński            | 18 maja 1672                    | 30 czerwca 1672                 |
| 98.  | Stefan Stanisław Czarniecki              | 4 stycznia 1673                 | 8 kwietnia 1673                 |
| 99.  | Franciszek Jan Bieliński                 | 15 stycznia 1674                | 22 lutego 1674                  |
| 100. | Benedykt Paweł Sapieha                   | 20 kwietnia 1674                | 9 czerwca 1674                  |
| 101. | Mikołaj Hieronim Sieniawski              | 2 lutego 1676                   | 14 marca 1676                   |
| 102. | Władysław Michał Skoroszewski            | 14 stycznia 1677                | 26 kwietnia 1677                |
| 103. | Franciszek Stefan Sapieha                | 15 grudnia 1678                 | 4 kwietnia 1679                 |
| 104. | Hieronim Lubomirski                      | 10 stycznia 1681                | 21 maja 1681                    |
| 105. | Rafał Leszczyński                        | 27 stycznia 1683                | 10 marca 1683                   |
| 106. | Andrzej Kazimierz Giełgud                | 16 lutego 1685                  | 31 maja 1685                    |
| 106. | Andrzej Kazimierz Giełgud                | 27 stycznia 1688                | 5 marca 1688                    |
| 107. | Stanisław Antoni Szczuka                 | 17 grudnia 1688                 | 30 marca 1689                   |
| 108. | Tomasz Działyński                        | 16 stycznia 1690                | 6 maja 1690                     |
| 109. | Andrzej Kazimierz Kryszpin-Kirszensztein | 9 stycznia 1693                 | 11 lutego 1693                  |
| 110. | Andrzej Kazimierz Kryszpin-Kirszensztein | 22 grudnia 1693                 | 22 grudnia 1693                 |
| 111. | Andrzej Kazimierz Kryszpin-Kirszensztein | 12 stycznia 1695                | 24 marca 1695                   |
| 112. | Stefan Kazimierz Humiecki                | 29 sierpnia 1696                | 28 września 1696                |
| 113. | Kazimierz Ludwik Bieliński               | 15 maja 1697                    | 28 czerwca 1697                 |
| 114. | Krzysztof Stanisław Zawisza              | 17 września 1697                | 1 października 1697             |
| 114. | Krzysztof Stanisław Zawisza              | 16 kwietnia 1698                | 28 kwietnia 1698                |
| 115. | Stanisław Antoni Szczuka                 | 16 czerwca 1699                 | 30 lipca 1699                   |
| 116. | Jan Szembek                              | 22 grudnia 1701                 | 6 lutego 1702                   |
| 117. | Michał Serwacy Wiśniowiecki              | 11 czerwca 1703                 | 19 lipca 1703                   |
| 118. | Stanisław Ernest Denhoff                 | 4 lutego 1710                   | kwiecień 1710                   |
| 118. | Stanisław Ernest Denhoff                 | 5 kwietnia 1712                 | 19 kwietnia 1712                |
| 118. | Stanisław Ernest Denhoff                 | 31 grudnia 1712                 | 21 lutego 1713                  |
| 119. | Stanisław Ledóchowski                    | 1 lutego 1717                   | 1 lutego 1717                   |
| 120. | Krzysztof Stanisław Zawisza              | 3 października 1718             | 14 listopada 1718               |
| 120. | Krzysztof Stanisław Zawisza              | 30 grudnia 1719                 | 22 lutego 1720                  |
| 120. | Krzysztof Stanisław Zawisza              | 30 września 1720                | 11 listopada 1720               |
| 121. | Franciszek Maksymilian Ossoliński        | 5 października 1722             | 16 listopada 1722               |
| 122. | Stefan Potocki                           | 2 października 1724             | 13 listopada 1724               |
| 122. | Stefan Potocki                           | 28 września 1726                | 9 listopada 1726                |
| 123. | Jerzy Marcin Ożarowski                   | 26 stycznia 1733                | 2 lutego 1733                   |
| 124. | Michał Józef Massalski                   | 27 kwietnia 1733                | 23 maja 1733                    |
| 125. | Franciszek Radzewski                     | 25 sierpnia 1733                | 28 września 1733                |
| 126. | Antoni Józef Poniński                    | 27 września 1735                | 8 listopada 1735                |
| 127. | Wacław Piotr Rzewuski                    | 25 czerwca 1736                 | 9 lipca 1736                    |
| 128. | Kazimierz Rudziński                      | 6 października 1738             | 17 listopada 1738               |
| 129. | Kazimierz Karwowski                      | 3 października 1740             | 13 listopada 1740               |
| 130. | Tadeusz Ogiński                          | 5 października 1744             | 19 listopada 1744               |
| 131. | Antoni Benedykt Lubomirski               | 3 października 1746             | 14 listopada 1746               |
| 132. | Wojciech Siemieński                      | 30 września 1748                | 9 listopada 1748                |
| 132. | Wojciech Siemieński                      | 4 sierpnia 1750                 | 18 sierpnia 1750                |
| 133. | Józef Adrian Massalski                   | 2 października 1752             | 26 października 1752            |
| 133. | Józef Adrian Massalski                   | 30 września 1754                | 31 października 1754            |
| 134. | Adam Leon Małachowski                    | 2 października 1758             | 11 października 1758            |
| 134. | Adam Leon Małachowski                    | 6 października 1760             | 13 października 1760            |
| 134. | Adam Leon Małachowski                    | 27 kwietnia 1761                | 2 maja 1761                     |
| 134. | Adam Leon Małachowski                    | 4 października 1762             | 7 października 1762             |
| 135. | Adam Kazimierz Czartoryski               | 7 maja 1764                     | 23 czerwca 1764                 |
| 136. | Józef Sylwester Sosnowski                | 27 sierpnia 1764                | 8 września 1764                 |
| 137. | Jacek Małachowski                        | 3 grudnia 1764                  | 20 grudnia 1764                 |
| 138. | Celestyn Czaplic                         | 6 października 1766             | 29 listopada 1766               |
| 139. | Karol Stanisław Radziwiłł Panie Kochanku | 5 października 1767             | 5 marca 1768                    |
| 140. | Adam Poniński                            | 19 kwietnia 1773                | 11 kwietnia 1775                |
| 140. | Michał Hieronim Radziwiłł                | 19 kwietnia 1773                | 11 kwietnia 1775                |
| 141. | Andrzej Mokronowski                      | 26 sierpnia 1776                | 31 października 1776            |
| 141. | Andrzej Ignacy Ogiński                   | 26 sierpnia 1776                | 31 października 1776            |
| 142. | Ludwik Tyszkiewicz                       | 5 października 1778             | 14 listopada 1778               |
| 143. | Antoni Małachowski                       | 2 października 1780             | 11 listopada 1780               |
| 144. | Kazimierz Krasiński                      | 30 września 1782                | 9 listopada 1782                |
| 145. | Franciszek Ksawery Chomiński             | 4 października 1784             | 13 listopada 1784               |
| 146. | Stanisław Kostka Gadomski                | 2 października 1786             | 13 listopada 1786               |
| 147. | Stanisław Małachowski                    | 6 października 1788             | 29 maja 1792                    |
| 148. | Stanisław Kostka Bieliński               | 21 czerwca 1793                 | 23 listopada 1793               |

## MarszałkowieSejmuKsięstwa Warszawskiego
| #  | Marszałek Sejmu                        | Wizerunek | Rozpoczęcie sprawowania funkcji | Zakończenie sprawowania funkcji |
| -- | -------------------------------------- | --------- | ------------------------------- | ------------------------------- |
| 1. | Tomasz Adam Ostrowski (1735–1817)      |           | 9 marca 1809                    | 24 marca 1809                   |
| 2. | Stanisław Sołtyk (1752–1833)           |           | 7 grudnia 1811                  | 7 grudnia 1811                  |
| 3. | Adam Kazimierz Czartoryski (1734–1823) |           | 23 czerwca 1812                 | 28 czerwca 1812                 |

## MarszałkowieSejmuKrólestwa Polskiego
| #  | Marszałek Sejmu                        | Wizerunek | Rozpoczęcie sprawowania funkcji | Zakończenie sprawowania funkcji |
| -- | -------------------------------------- | --------- | ------------------------------- | ------------------------------- |
| 1. | Wincenty Krasiński (1782–1858)         |           | 27 marca 1818                   | 27 kwietnia 1818                |
| 2. | Rajmund Rembieliński (1775–1841)       |           | 13 września 1820                | 13 października 1820            |
| 3. | Stanisław Piwnicki (1790–1840)         |           | 13 maja 1825                    | 13 czerwca 1825                 |
| 4. | Józef Lubowidzki (1788–1871)           |           | 28 maja 1830                    | 28 czerwca 1830                 |
| 5. | Władysław Tomasz Ostrowski (1790–1869) |           | 18 grudnia 1830                 | 21 września 1831                |

## Marszałkowie SejmuII Rzeczypospolitej (1918–1945)
| #  | Marszałek Sejmu                   | Wizerunek | Rozpoczęcie sprawowania funkcji | Zakończenie sprawowania funkcji | Ugrupowanie                                          | Lista wyborcza                       | Kadencja          |
| -- | --------------------------------- | --------- | ------------------------------- | ------------------------------- | ---------------------------------------------------- | ------------------------------------ | ----------------- |
| 1. | Wojciech Trąmpczyński (1860–1953) |           | 14 lutego 1919                  | 27 listopada 1922               |                                                      | Związek Ludowo-Narodowy              | Sejm Ustawodawczy |
| 2. | Maciej Rataj (1884–1940)          |           | 1 grudnia 1922                  | 26 marca 1928                   | Polskie Stronnictwo Ludowe „Piast”                   | Polskie Stronnictwo Ludowe „Piast”   | I kadencja        |
| 3. | Ignacy Daszyński (1866–1936)      |           | 27 marca 1928                   | 8 grudnia 1930                  | Polska Partia Socjalistyczna                         | Polska Partia Socjalistyczna         | II kadencja       |
| 4. | Kazimierz Świtalski (1886–1962)   |           | 9 grudnia 1930                  | 3 października 1935             | Bezpartyjny Blok Współpracy z Rządem                 | Bezpartyjny Blok Współpracy z Rządem | III kadencja      |
| 5. | Stanisław Car (1882–1938)         |           | 4 października 1935             | 18 czerwca 1938                 | Bezpartyjny Blok Współpracy z Rządem (do 30 XI 1935) | Bezpartyjny Blok Współpracy z Rządem | IV kadencja       |
| 6. | Walery Sławek (1879–1939)         |           | 22 czerwca 1938                 | 27 listopada 1938               |                                                      | Bezpartyjny Blok Współpracy z Rządem | IV kadencja       |
| 7. | Wacław Makowski (1880–1942)       |           | 28 listopada 1938               | 2 listopada 1939                | Obóz Zjednoczenia Narodowego                         | Obóz Zjednoczenia Narodowego         | V kadencja        |

## Marszałkowie SejmuPolski Ludowej(1947–1989)
| #  | Marszałek Sejmu                 | Zdjęcie                                                 | Od                     | Do                     | Klub i partia                                                                      | Kadencja            |
| -- | ------------------------------- | ------------------------------------------------------- | ---------------------- | ---------------------- | ---------------------------------------------------------------------------------- | ------------------- |
| 1. | Władysław Kowalski (1894–1958)  |                                                         | 4 lutego 1947(dts)     | 4 sierpnia 1952(dts)   | Stronnictwo Ludowe (do 27 XI 1949), Zjednoczone Stronnictwo Ludowe (od 27 XI 1949) | Sejm Ustawodawczy   |
| 2. | Jan Dembowski (1889–1963)       |                                                         | 20 listopada 1952(dts) | 20 listopada 1956(dts) | bezpartyjny                                                                        | I kadencja          |
| 3. | Czesław Wycech (1899–1977)      |                                                         | 20 lutego 1957(dts)    | 20 lutego 1961(dts)    | Zjednoczone Stronnictwo Ludowe                                                     | II kadencja         |
| 3. | Czesław Wycech (1899–1977)      | 15 maja 1961(dts)                                       | 16 kwietnia 1965(dts)  | III kadencja           | Zjednoczone Stronnictwo Ludowe                                                     |                     |
| 3. | Czesław Wycech (1899–1977)      | 24 czerwca 1965(dts)                                    | 30 maja 1969(dts)      | IV kadencja            | Zjednoczone Stronnictwo Ludowe                                                     |                     |
| 3. | Czesław Wycech (1899–1977)      | 27 czerwca 1969(dts)                                    | 13 lutego 1971(dts)    | V kadencja             | Zjednoczone Stronnictwo Ludowe                                                     |                     |
| 4. | Dyzma Gałaj (1915–2000)         |                                                         | 13 lutego 1971(dts)    | V kadencja             | Zjednoczone Stronnictwo Ludowe                                                     | 15 lutego 1972(dts) |
| 5. | Stanisław Gucwa (1919–1994)     |                                                         | 28 marca 1972(dts)     | 19 marca 1976(dts)     | Zjednoczone Stronnictwo Ludowe                                                     | VI kadencja         |
| 5. | Stanisław Gucwa (1919–1994)     | 25 marca 1976(dts)                                      | 21 marca 1980(dts)     | VII kadencja           | Zjednoczone Stronnictwo Ludowe                                                     |                     |
| 5. | Stanisław Gucwa (1919–1994)     | 2 kwietnia 1980(dts)                                    | 31 sierpnia 1985(dts)  | VIII kadencja          | Zjednoczone Stronnictwo Ludowe                                                     |                     |
| 6. | Roman Malinowski (1935–2021)    |                                                         | 6 listopada 1985(dts)  | 3 czerwca 1989(dts)    | Zjednoczone Stronnictwo Ludowe                                                     | IX kadencja         |
|    | Mikołaj Kozakiewicz (1923–1998) |                                                         | 4 lipca 1989(dts)      | 25 listopada 1991(dts) | Zjednoczone Stronnictwo Ludowe                                                     | X kadencja          |
| 7. | Mikołaj Kozakiewicz (1923–1998) | Polskie Stronnictwo Ludowe „Odrodzenie” (od 27 XI 1989) | 4 lipca 1989(dts)      | 25 listopada 1991(dts) |                                                                                    | X kadencja          |

## Marszałkowie SejmuIII Rzeczypospolitej(od 31 XII 1989)
| #    | Marszałek Sejmu                      | Zdjęcie                                  | Od                        | Do                        | Liczba głosów za przy wyborze marszałka | Klub                                                  | Lista wyborcza                            | Kadencja                  |
| ---- | ------------------------------------ | ---------------------------------------- | ------------------------- | ------------------------- | --------------------------------------- | ----------------------------------------------------- | ----------------------------------------- | ------------------------- |
| 1.   | Mikołaj Kozakiewicz (1923–1998)      |                                          | 4 lipca 1989(dts)         | 25 listopada 1991(dts)    | 293                                     | Polskie Stronnictwo Ludowe „Odrodzenie” (do 5 V 1990) | Zjednoczone Stronnictwo Ludowe            | X kadencja (Sejmu PRL/RP) |
| 1.   | Mikołaj Kozakiewicz (1923–1998)      | Polskie Stronnictwo Ludowe (od 5 V 1990) | 4 lipca 1989(dts)         | 25 listopada 1991(dts)    | 293                                     |                                                       | Zjednoczone Stronnictwo Ludowe            | X kadencja (Sejmu PRL/RP) |
| 2.   | Wiesław Chrzanowski (1923–2012)      |                                          | 25 listopada 1991(dts)    | 14 października 1993(dts) | 267                                     | Zjednoczenie Chrześcijańsko-Narodowe                  | Wyborcza Akcja Katolicka                  | I kadencja                |
| 3.   | Józef Oleksy (1946–2015)             |                                          | 14 października 1993(dts) | 3 marca 1995(dts)         | 357                                     | Sojusz Lewicy Demokratycznej                          | Sojusz Lewicy Demokratycznej              | II kadencja               |
| 4.   | Józef Zych (ur. 1938)                |                                          | 3 marca 1995(dts)         | 20 października 1997(dts) | 401                                     | Polskie Stronnictwo Ludowe                            | Polskie Stronnictwo Ludowe                | II kadencja               |
| 5.   | Maciej Płażyński (1958–2010)         |                                          | 20 października 1997(dts) | 18 października 2001(dts) | 446                                     | Akcja Wyborcza Solidarność (do II 2001)               | Akcja Wyborcza Solidarność                | III kadencja              |
| 6.   | Marek Borowski (ur. 1946)            |                                          | 19 października 2001(dts) | 20 kwietnia 2004(dts)     | 377                                     | Sojusz Lewicy Demokratycznej (do 26 III 2004),        | Sojusz Lewicy Demokratycznej – Unia Pracy | IV kadencja               |
| 6.   | Marek Borowski (ur. 1946)            | Socjaldemokracja Polska (od 2 IV 2004)   | 19 października 2001(dts) | 20 kwietnia 2004(dts)     | 377                                     |                                                       | Sojusz Lewicy Demokratycznej – Unia Pracy | IV kadencja               |
| (3.) | Józef Oleksy (1946–2015)             |                                          | 21 kwietnia 2004(dts)     | 5 stycznia 2005(dts)      | 189                                     | Sojusz Lewicy Demokratycznej                          | Sojusz Lewicy Demokratycznej – Unia Pracy | IV kadencja               |
| 7.   | Włodzimierz Cimoszewicz (ur. 1950)   |                                          | 5 stycznia 2005(dts)      | 18 października 2005(dts) | 223                                     | Sojusz Lewicy Demokratycznej                          | Sojusz Lewicy Demokratycznej – Unia Pracy | IV kadencja               |
| 8.   | Marek Jurek (ur. 1960)               |                                          | 26 października 2005(dts) | 27 kwietnia 2007(dts)     | 265                                     | Prawo i Sprawiedliwość (do 17 IV 2007)                | Prawo i Sprawiedliwość                    | V kadencja                |
| 9.   | Ludwik Dorn (1954–2022)              |                                          | 27 kwietnia 2007(dts)     | 5 listopada 2007(dts)     | 235                                     | Prawo i Sprawiedliwość                                | Prawo i Sprawiedliwość                    | V kadencja                |
| 10.  | Bronisław Komorowski (ur. 1952)      |                                          | 5 listopada 2007(dts)     | 8 lipca 2010(dts)         | 292                                     | Platforma Obywatelska                                 | Platforma Obywatelska RP                  | VI kadencja               |
| 11.  | Grzegorz Schetyna (ur. 1963)         |                                          | 8 lipca 2010(dts)         | 7 listopada 2011(dts)     | 277                                     | Platforma Obywatelska                                 | Platforma Obywatelska RP                  | VI kadencja               |
| 12.  | Ewa Kopacz (ur. 1956)                |                                          | 8 listopada 2011(dts)     | 22 września 2014(dts)     | 300                                     | Platforma Obywatelska                                 | Platforma Obywatelska RP                  | VII kadencja              |
| 13.  | Radosław Sikorski (ur. 1963)         |                                          | 24 września 2014(dts)     | 23 czerwca 2015(dts)      | 233                                     | Platforma Obywatelska                                 | Platforma Obywatelska RP                  | VII kadencja              |
| 14.  | Małgorzata Kidawa-Błońska (ur. 1957) |                                          | 25 czerwca 2015(dts)      | 11 listopada 2015(dts)    | 244                                     | Platforma Obywatelska                                 | Platforma Obywatelska RP                  | VII kadencja              |
| 15.  | Marek Kuchciński (ur. 1955)          |                                          | 12 listopada 2015(dts)    | 9 sierpnia 2019(dts)      | 409                                     | Prawo i Sprawiedliwość                                | Prawo i Sprawiedliwość                    | VIII kadencja             |
| 16.  | Elżbieta Witek (ur. 1957)            |                                          | 9 sierpnia 2019(dts)      | 11 listopada 2019(dts)    | 245                                     | Prawo i Sprawiedliwość                                | Prawo i Sprawiedliwość                    | VIII kadencja             |
| 16.  | Elżbieta Witek (ur. 1957)            | 12 listopada 2019(dts)                   | 12 listopada 2023(dts)    | 314                       | IX kadencja                             | Prawo i Sprawiedliwość                                | Prawo i Sprawiedliwość                    |                           |
| 17.  | Szymon Hołownia (ur. 1976)           |                                          | 13 listopada 2023(dts)    | pełni funkcję             | 265                                     | Polska 2050 – Trzecia Droga                           | Trzecia Droga                             | X kadencja                |

## Żyjący byli marszałkowie Sejmu
1. Józef Zych (ur. 1938), członek Trybunału Stanu oraz honorowy prezes PSL
2. Marek Borowski (ur. 1946), senator XI kadencji z ramienia KO (PO)
3. Włodzimierz Cimoszewicz (ur. 1950)
4. Bronisław Komorowski (ur. 1952)
5. Marek Kuchciński (ur. 1955), poseł na Sejm X kadencji z ramienia PiS
6. Ewa Kopacz (ur. 1956), wiceprzewodnicząca Parlamentu Europejskiego X kadencji z ramienia EPL oraz wiceprzewodnicząca PO
7. Małgorzata Kidawa-Błońska (ur. 1957), marszałek Senatu XI kadencji z ramienia KO oraz wiceprzewodnicząca PO
8. Elżbieta Witek (ur. 1957), posłanka na Sejm X kadencji oraz wiceprezes PiS
9. Marek Jurek (ur. 1960), założyciel Prawicy Rzeczypospolitej
10. Grzegorz Schetyna (ur. 1963), senator XI kadencji z ramienia KO (PO)
11. Radosław Sikorski (ur. 1963), wicepremier i minister spraw zagranicznych (PO)